# لمكتوب (مسلسل)
لمكتوب هو مسلسل درامي مغربي من إخراج علاء أكعبون ومن تأليف فاتن اليوسفي سنة 2022، وبطولة كل من أمين الناجي، مريم الزعيمي، دنيا بوطازوت، هند بن جبارة، سلوى زرهان، رفيق بوبكر، سكينة درابيل، وغيرهم. بث المسلسل على القناة الثانية طيلة شهر رمضان 2022. تتمحور أحداث القصة حول الشابة هند (هند بن جبارة) التي ستواجه مشاكل عديدة بسبب عمل والدتها حليمة (دنيا بوطازوت) التي تشتغل مغنية شعبية. تصدم هند عندما يتخلى عنها الشاب الذي حلمت معه بالزواج عندما علم بعمل والدتها. وستزداد معاناتها بعدما عبر لها عمر المعطاوي (أمين الناجي)، وهو رجل أعمال خمسيني عن حبه لها وتحدى عائلته ليتزوجها.
كشف بلاغ للقناة الثانية بأن مسلسل لمكتوب حقق أعلى نسبة مشاهدة في تاريخ المسلسلات التي أنتجتها القناة إلى حدود اليوم، بمعدل متوسط يقدر ب30 في المائة. حيث حقق 7.5 مليون مشاهد خلال اليوم الأول من عرضه، ونجح في الحفاظ على هذا العدد إلى أن وصل إلى 9 ملايين و635 ألف مشاهد خلال اليوم الثامن من شهر رمضان محطما بذلك رقما قياسيا في المشاهدات وهو الرقم الذي يسجل لهذا المسلسل والذي لم يستطع أي مسلسل من إنتاج القناة الثانية من قبل أن يصل إليه.

## فكرة المسلسل
تعود فكرة المسلسل الأصلية لكاتبة السيناريو المغربية المتميزة فاتن اليوسفي، حيث استوحت الأحداث من المسلسل التركي فضيلة وبناتها، فيما كتب حوار المسلسل الفنان المغربي سفيان نعوم.

## قصة المسلسل
تعيش المغنية الشعبية (حليمة) رفقة ابنتها (هند) حياة بسيطة وهادئة يعكر صفوها أحيانا معارضة هند لعمل والدتها كمغنية شعبية، ومعارضة حليمة لقصة حب ابنتها لـ (يوسف) ابن الجيران لكنهما سرعان ما تتصالحان وتتعانقان، وبعدها يكتشف (يوسف) أن (هند) أخفت عنه أن والدتها مغنية شعبية ليقرر إنهاء علاقتهما، لتدخل (هند) في نوبة حزن عميقة.
في الجانب الآخر تعيش عائلة (عمر المعطاوي) حياة الرفاهية، وهو رب أسرة يسعى جاهدا للحفاظ على إرث العائلة، فهو الذي دخل في حالة كآبة منذ أن توفيت زوجته (مريم) ليصبح العمل شغله الشاغل، وتزوج (الباتول) أرملة أخيه بعد وفاته، وابنته الكبرى (سليمة) ذات الشخصية القوية والعنيدة تحاول التقرب من والدها ليمنحها مشاريعه الكبرى لكن (الباتول) تقف في طريقها من أجل مصلحة ابنها (المهدي)، بينما (حميد) زوج (سليمة) ذو الشخصية الوصولية فيلعب على الجبهتين ويدفع (سليمة) دائما للقيام بردود فعل قد لا تكون في مصلحتها.
يتزوج (عمر) بـ (هند) وستدخل (حليمة) وابنتها في صراعات كبيرة مع عائلة المعطاوي، لرفضهم زواج عميد الأسرة من ابنة مغنية شعبية، وتعيش (هند) قصص حب كثيرة، وتنقلب جميع موازين الحياة في العائلتين.

## طاقم التمثيل

### أدوار رئيسية
| الممثل       | الدور        | الشخصية |
| ------------ | ------------ | --- |
| أمين الناجي  | عمر المعطاوي | رجل أعمال خمسيني ثري يمتلك واحدة من أكبر الشركات في المدينة، توفيت زوجته فدخل في حالة حزن عليها ليصبح العمل هو شغله الشاغل، تزوج من زوجة أخيه المتوفي ليحافظ على الإرث عملا بوصية والده، أعجب بهند ابنة المغنية الشعبية لأنها تشبه زوجته الراحلة. |
| مريم الزعيمي | الباتول      | هي زوجة عمر المعطاوي الثانية، حيث تزوجته بعد وفاة زوجها السابق الذي كان شقيقه عملا بوصية والدهم للحفاظ على الأسرة والميراث، لكنها تفكر فقط لأمرها وأمر ابنها المهدي ولا تكن أي مشاعر لزوجها عمر.                                                  |
| دنيا بوطازوت | حليمة        | هي والدة هند وتعمل كمغنية شعبية الشيء الذي يضع ابنتها في مواقف محرجة أمام زملاءها في الكلية، وهو أيضا ما كان السبب في تخلي خطيبها يوسف عنها. |
| هند بن جبارة | هند          | شابة بسيطة تدرس في الكلية وتحلم بحياة أفضل مع خطيبها يوسف، لكنه يتخلى عنها لاحقا بعد علمه بعمل والدتها، فتتزوج من عمر المعطاوي وتدخل في صراع مع عائلته بسبب رفضهم لهذه الزيجة.                                                                    |
| سلوى زرهان   | سليمة        | الابنة الكبرى لعمر المعطاوي، وهي ذات شخصية قوية وعنيدة وتطمح دائما لأن تصبح الوارثة الشرعية لكل شركات وأعمال والدها، مدفوعتا بإلحاح زوجها الوصولي.                                                                                                |

### أدوار ثانوية
- رفيق بوبكر
- سكينة درابيل
- أنس الحمدوشي
- أيوب كريطع
- ندى هداوي
- أيوب أبو النصر
- لبنى شكلاط
- سعاد العلوي
- الصديق مكوار
- رجاء بوحامي

## انتقادات
منذ بداية عرض أولى حلقات المسلسل طالته عدة انتقادات ووقع في قلب عاصفة من النقاشات الحادة خاصة في مواقع التواصل الاجتماعي، وذلك بسبب ما سماه البعض بتمجيد لشخصية المغنية الشعبية وبسبب اقتباس أحداث المسلسل من مسلسل تركي لا تمت أحداثه وخلفياته للثقافة المغربية بشيء، ولعل أبرز انتقاد هو ذلك الذي وجهه الداعية المغربي المشهور ياسين العمري، والذي اعتبر أن المسلسل يحرض على الانحلال الأخلاقي والتطبيع مع الفساد، كما أنه يقدم صورة مغلوطة حول المغربي المحافظ والمتدين. وأضاف العمري بأن «الشيخة» ليست نموذجاً للافتخار، وأن معظم الأسر المغربية يعتبرونها «وسمة عار»، وأن هذا الواقع الذي يتحدث عنه المسلسل لا يمثل الواقع المغربي الذي يمتاز بالتدين والمحافظة. الأمر الذي أثار امتعاض الفريق الآخر من الذين هاجموا ما اعتبروه قدح الشيخ في تراث الشيخات، وقالو بأن «الشيخة» لعبت أدواراً مهمة في تاريخ البلاد، تعدت نطاق الفن والفرجة. حيث كانت تجول بين القبائل في فترة الاستعمار وتنقل من خلال الأشعار الشعبية إنجازات القبائل لبعضهم البعض من أجل تحفيزهم وشحذ هممهم ضد المستعمر.

## وصلات خارجية
- لمكتوب على موقع IMDb (الإنجليزية)
- لمكتوب على موقع قاعدة بيانات الأفلام العربية
- لمكتوب على موقع قاعدة بيانات الفيلم (الإنجليزية)